# 格拉瓦塔伊

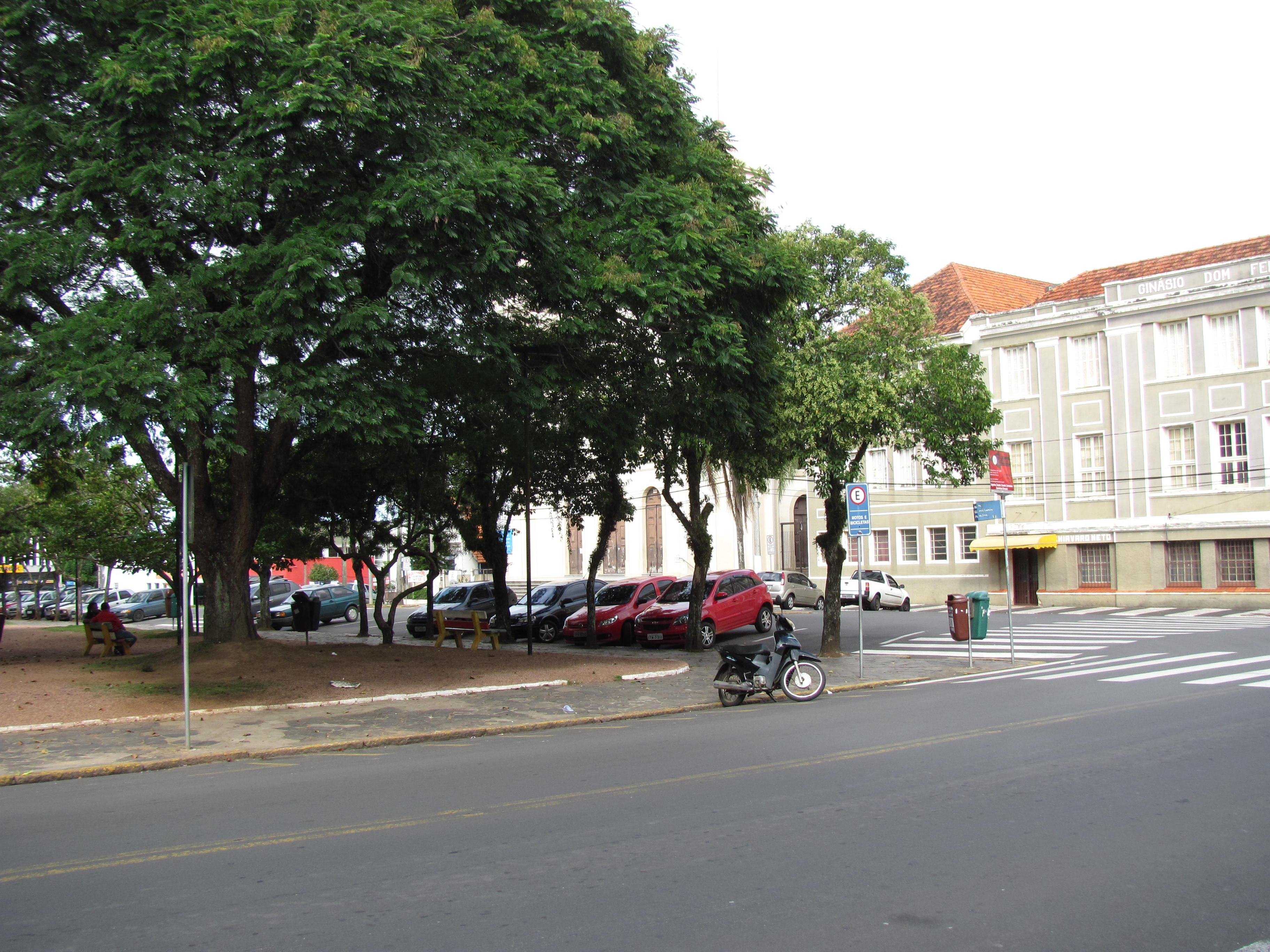
格拉瓦塔伊

格拉瓦塔伊（葡萄牙語：Gravataí）是巴西的城市，位於該國南部，由南里奧格蘭德州負責管轄，面積463.5平方公里，海拔高度26米，受亞熱帶氣候影響，主要經濟活動是製造業，2010年人口255,762。

## 外部連結
- Gravataí Mayor's Office （页面存档备份，存于） (in Portuguese)
- Sogil: Gravataí's Intercity bus system and schedule （页面存档备份，存于） (in Portuguese)

29°56′S 50°59′W / 29.933°S 50.983°W